# Antofagasta
Antofagasta és una ciutat del nord de Xile, a uns 1.400 km al nord de la capital Santiago de Xile, capital de la Regió d'Antofagasta i de la província d'Antofagasta. Amb una població de 296.905 habitants el 2002. El seu nom prové de l'idioma quítxua o aimarà: ciutat del gran dipòsit de salnitre.
Antofagasta és principalment una ciutat portuària i minera, que va pertànyer a Bolivia fins al Tractat de Pau i Amistat de 1904 entre aquest país i Xile.

## Geografia

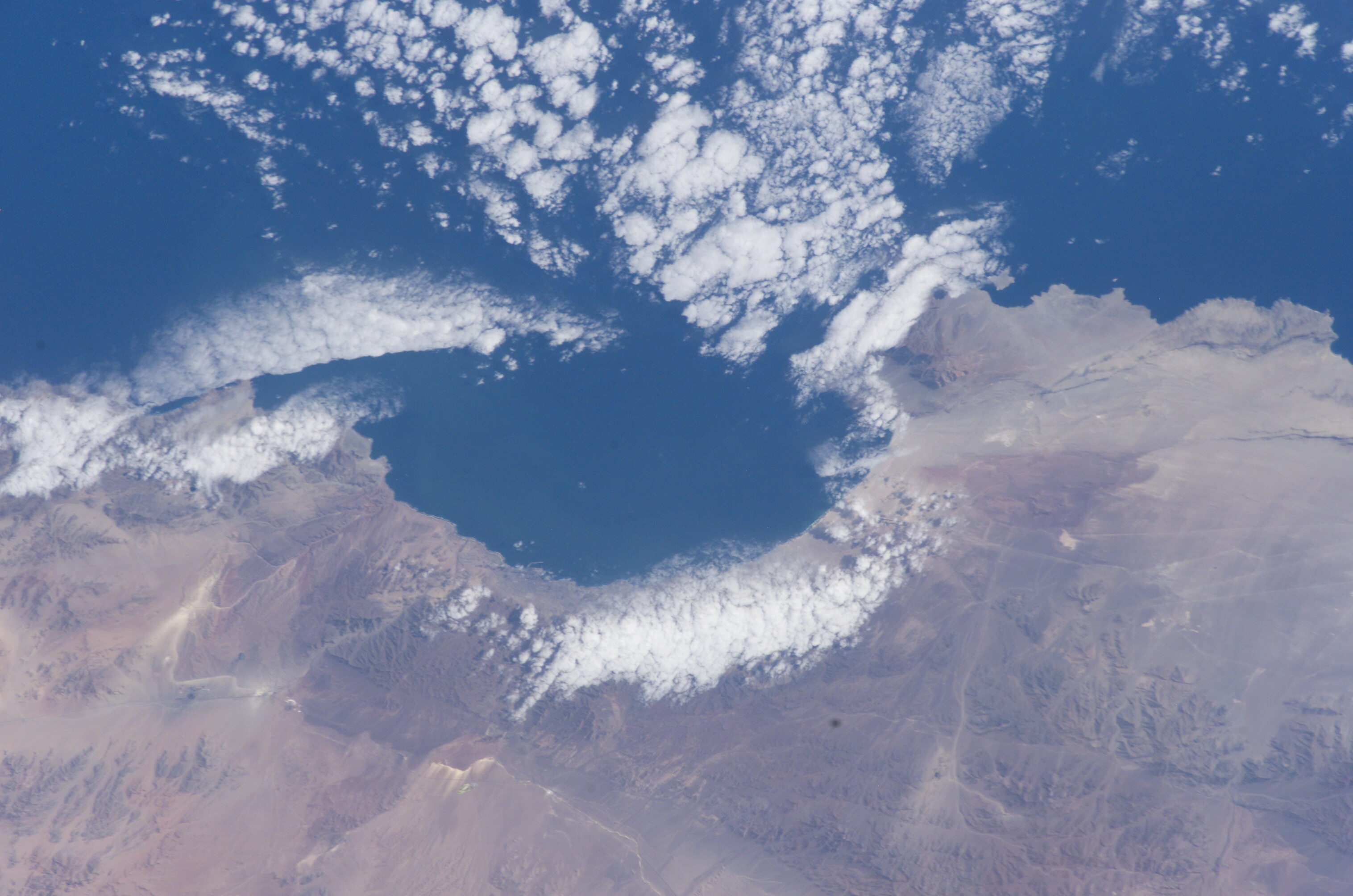
Vista per satèl·lit d'Antofagasta

Antofagasta és una ciutat llarga i estreta situada al sud de la península de Mejillones i al nord del Cerro Coloso. A l'est es troba la serralada xilena litoral i a l'oest l'oceà Pacífic.
Antofagasta es troba al desert d'Atacama, amb només 4 litres de pluviometria anual i amb un període de 40 anys sense pluja apreciable.

## Fills il·lustres
- Antonio Skármeta (1940) escriptor i diplomàtic